# 日利納亞山
71°40′S 12°38′E / 71.667°S 12.633°E
日利納亞山（英語：Zhil'naya Mountain）是南極洲的山峰，位於東部南極洲的毛德皇后地，屬於沃爾塔特山脈中南彼得曼山脈的一部分，海拔高度2,560米，由德國探險隊發現。